# Yoté
ioté (pronunciado iô-tái) é um jogo de estratégia abstrato jogado em um tabuleiro com 30 casas, na disposição 5x6. Tem sua origem na África Ocidental, sendo popular no Senegal, Mali, Guiné e Gâmbia. O jogo tem semelhanças com o jogo de damas.
No ioté, o tabuleiro começa vazio, e os jogadores devem colocar as peças onde quiserem. Além disso, cada vez que se captura uma peça do adversário (saltando sobre ela), deve-se remover uma segunda peça do adversário, de qualquer lugar do tabuleiro.

## Regras
ioté é jogado em um tabuleiro 5x6, que se inicia vazio. Cada jogador começa com 12 peças na mão. Jogadores alternam turnos. Na sua vez de jogar, um jogador pode:
- Colocar uma peça da sua mão no jogo, em qualquer casa que esteja vazia. Essa é obrigatoriamente a primeira jogada de cada jogador. Após o jogador colocar todas as suas 12 peças em jogo, ele só poderá mover suas peças e capturar as do adversário.
- Mover uma de suas peças em jogo ortogonalmente para uma casa adjacente (ou seja, apenas na vertical e horizontal, sem andar na diagonal).
- Capturar uma peça do oponente, pulando sobre ela. Isso é possível caso a peça do oponente esteja ortogonalmente adjacente a uma peça do jogador, e a casa atrás da peça do oponente esteja vazia. Ao capturar uma peça do oponente, o jogador pode escolher uma outra peça do oponente do tabuleiro e removê-la.
  - A captura múltipla é possível quando a mesma peça puder capturar uma peça do oponente e logo em seguida capturar uma próxima peça do adversário, quantas vezes isso for possível. Antes de realizar a segunda captura é preciso remover uma das peças do adversário. É permitido remover uma peça do adversário que dê ao jogador a possibilidade de realizar a captura múltipla.
- Saltar sobre uma de suas próprias peças, sem capturá-la. No entanto, isso não permite que uma peça adversária seja capturada logo em seguida.

O jogador que capturar todas as peças do adversário é o vencedor.
Se ambos os jogadores ficarem com 3 ou menos peças no tabuleiro e não for mais possível realizar capturas, o jogo empata.
Caso um jogador fique sem movimentos possíveis, ele perde. Se ambos os jogadores ficarem sem movimentos ao mesmo tempo, ganha quem tiver mais peças no tabuleiro.

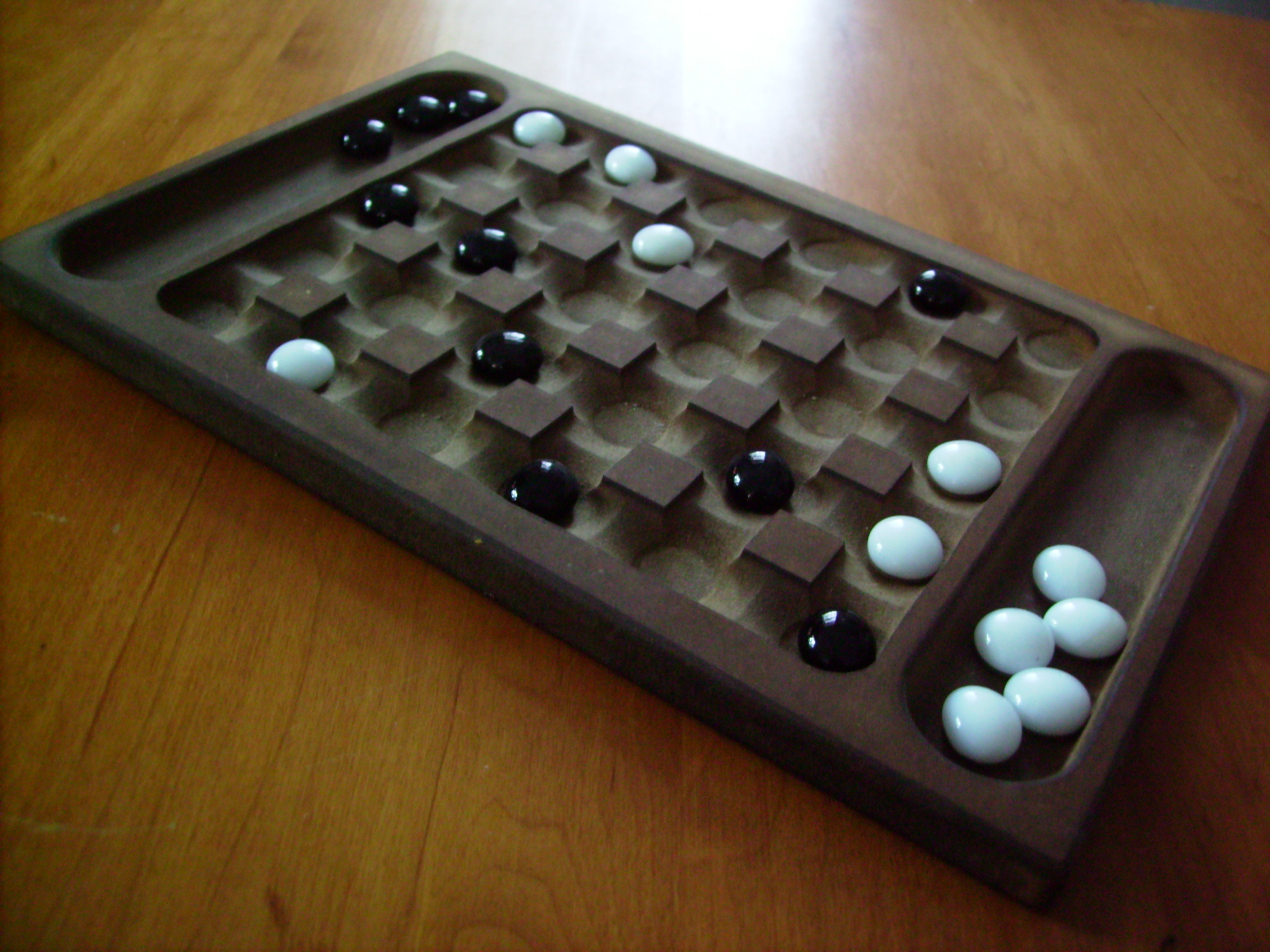
Tabuleiro de Yoté. Nessa situação, caso seja a vez das brancas, elas têm a opção de capturar uma peça preta.

## História
ioté é um jogo africano. Diferentes fontes apontam diferentes países africanos como relacionados ao jogo. O site BoardGameGeek relaciona o jogo ao Mali e ao Senegal.
É um jogo popular por sua simplicidade, podendo ter seu tabuleiro simplesmente traçado na areia, ou desenhado com lápis e papel. As peças não podem ser desenhadas, mas podem ser usadas pedras de cores diferentes, ou mesmo pedras para um jogador e gravetos para o outro.
É citado no livro Games of the World de 1975. Duas fotografias no livro mostram moradores do leste do Senegal jogando com gravetos e pedras na areia.
Em 1995, uma versão eletrônica do jogo, chamada Yote: An African Board Game foi criada por Robert Mundschau, da Softdisk. No jogo, as peças são representadas por sapos, que saltam uns sobre os outros. O jogo está disponível para ser jogado online no Internet Archive. Há também versões do jogo disponíveis para venda, e no site de jogos Kongregate.
Atualmente, o yoté é utilizado como jogo matemático. O uso do Yoté pode formar competências, habilidades e atitudes, facilitar o ensino-aprendizado, e ser lúdico e dinâmico.
Também pode ser usado como ferramenta para tornar mais lúdico e interdisciplinar o ensino da história afro-brasileira, como por exemplo em uma cartilha do Ministério da Educação do Brasil, onde ele aparece como forma de ensinar sobre personagens históricos negros, como Zumbi de Palmares e Chiquinha Gonzaga. Na atividade proposta, ao colocar uma peça no tabuleiro, o jogador deveria falar sobre o personagem que ela representa. No entanto, isso pode deixar o início do jogo demorado.
Uma versão online do jogo Yoté pode ser acessada em yote-game.